# Папинахо, Пентти
Пентти Папинахо (2 июня 1926, Мултиа, Вааса — 8 марта 1992, Ориматтила, Уусимаа) — финский скульптор.
Учился в Школе искусств и дизайна (1951) и Финской академии художеств (1952). Первая выставка Папинахо прошла в Хельсинки в 1953 году. Папинахо делал рельефы и скульптуры для общественных мест. В 1970-х годах преподавал в Художественном институте Лахти. В знак признания был награждён медалью Pro Finlandia в 1976 году. Работы Папинахо представлены в Художественном музее Ориматтилы. Был удостоен звания профессора в 1982 году.

## Работы

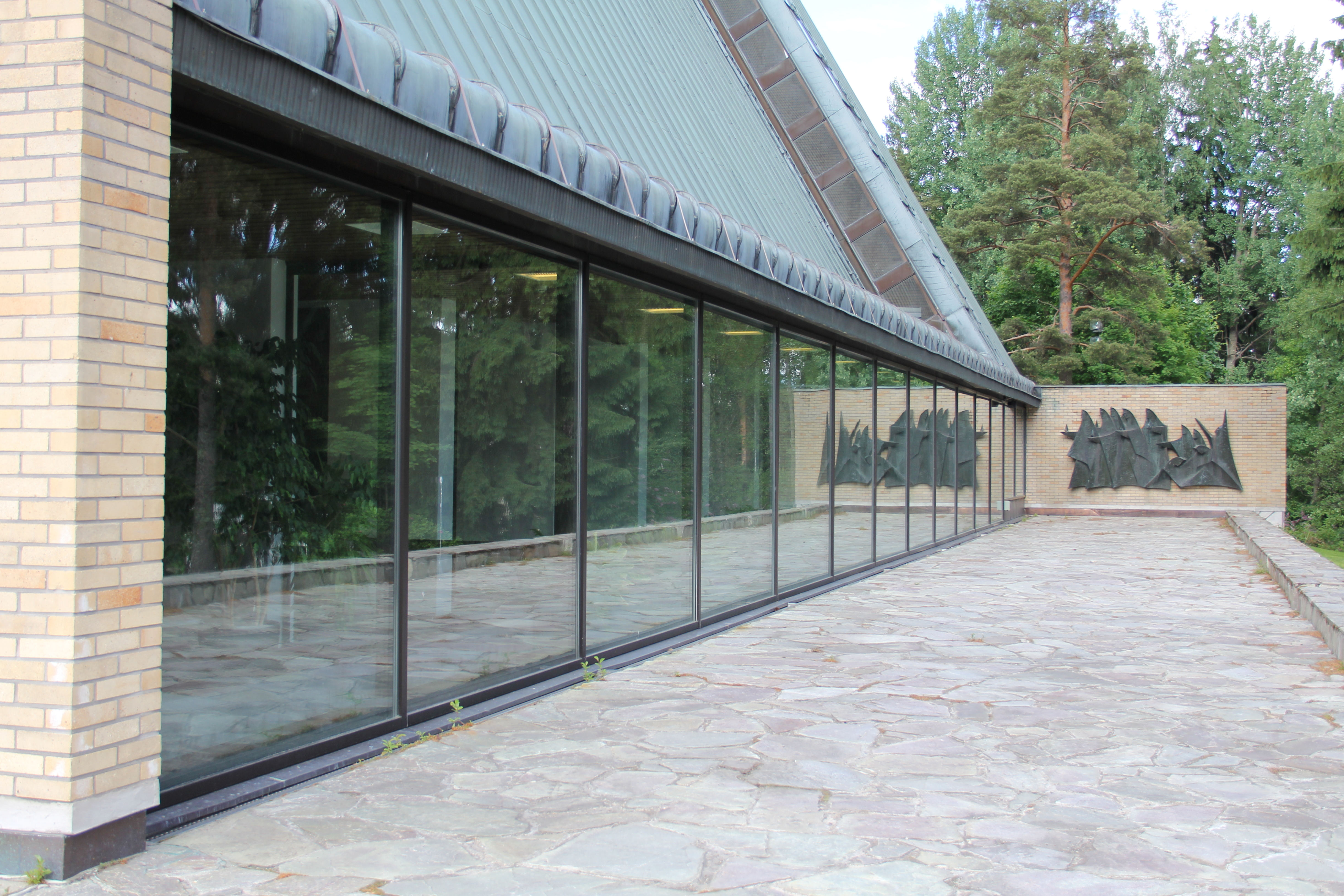
Рельеф Десять дев на стене церкви Ютярви в Лахти, 1963

- Памятник погибшим солдатам в церкви Сийлинярви, 1957
- Девственницы, Центральная больница Тампере, 1964
- Мемориал жертвам аварии на складе оружия, Ориматтила, 1966
- Возвращение домой, Лахти, 1975
- Жеребята Ориматтилы, Ориматтила, 1976
- Статуя драгуна, Лаппеенранта, 1982
- Статуя национального защитника, район Интиё, город Оулу, 1991